# Deep Blue
Deep Blue era una computadora d'IBM que jugava als escacs. El seu nom es pot traduir al català com a "Blau Profund".
Deep Blue va ser la primera computadora que va guanyar un Campió del Món, Garri Kaspàrov, en un ritme de joc lent. Això va passar el 10 de febrer de 1996, en una memorable partida. Tot i això, Kasparov va guanyar 3 de les següents partides i en va empatar 2, de manera que va acabar derrotant Deep Blue per 4-2. El matx es va acabar el 17 de febrer de 1996.
Deep Blue va anar millorant i va jugar novament contra en Kaspàrov el maig de 1997, guanyant el matx a 6 partides per 3½-2½, cosa que la va convertir en la primera computadora a derrotar un campió del món, en un encontre amb un ritme de joc de torneig estàndard. El matx va acabar l'11 de maig, amb la coneguda sisena partida.

## Origen i desenvolupament
Des dels primers moments de la informàtica als anys 50 ja es podia veure un repte del futur: aconseguir que els ordinadors poguessin guanyar a l'ésser humà. Això és fàcil de comprovar en operacions bàsiques (qualsevol operació matemàtica), però molt més difícil de mesurar en operacions complexes com pot ser el joc dels escacs.
L'any 1985 es va crear ChipTest, el precursor de Deep Blue. Va ser desenvolupat com un projecte de la Universitat Carnegie Mellon de Pittsburgh a Pensilvania, Estats Units. 4 anys després la màquina va evolucionar a Deep Thought, més potent i eficaç tot i que encara molt lluny de poder guanyar als millors jugadors del món. De fet, el mateix Kasparov va guanyar els dos cops que va competir contra Deep Thought.
La Association for Computing Machinery situada als Estats Units va realitzar entre l'any 1970 i el 1994 el North American Computer Chess Championship, un campionat per determinar el "millor ordinador d'escacs", que ara segueix vigent sota el nom de World Computer Chess Championship. Tant el ChipTest com Deep Thought van guanyar alguns anys.
IBM va interessar-se per l'equip que va desenvolupar els dos sistemes i va contractar-lo l'any 1989 per a començar el desenvolupament d'una nova màquina amb el potencial de la companyia americana. Van crear Deep Blue (nom en honor de big blue, que és com es coneix a l'empresa popularment).
En la part del hardware el Deep Blue era un super ordinador important per a l'època. Estava format per 30 processadors IBM power2 de 120 MHz, amb altres 480 coprocessadors específicament dissenyats per a aquesta màquina i amb la finalitat d'executar operacions relacionades amb els escacs. Estava dissenyat per guanyar a Kasparov, i permetia valorar 100 milions de jugades per segon a la seva primera versió.
El software era encara més important que el hardware. Dissenyat per IBM, la companyia va basar-se en un algoritme minimax per "maximitzar els guanys i minimitzar les pèrdues" de cada jugada, amb la finalitat de millorar la partida a favor seu en cada nou moviment.
Juntament amb l'algoritme minimax, que mai s'ha distribuït de forma pública, també va ser fonamental l'autoaprenentatge del software. A través d'algunes de les múltiples tècniques existents, els desenvolupadors del projecte van assentar les bases de l'algoritme i van proposar-li algunes de les 700.000 millors partides d'escacs de la història, de forma que Deep Blue va aprendre les tècniques utilitzades en elles per a poder aplicar-les en els enfrontaments futurs.
Després de la primera derrota contra Kasparov l'any 1996 els enginyers d'IBM van millorar l'equip, evolucionant tant el hardware com el software, i duplicant la seva capacitat de procès a 200 milions de jugades per segon. Un any després van tornar a jugar i va guanyar Deep Blue.

## Disseny

### Programari
La funció d'avaluació de Deep Blue es va escriure inicialment de forma generalitzada, amb molts paràmetres sense determinar (per exemple, la importància d'una posició segura per al rei en comparació amb un avantatge d'espai al centre, etc.). Els valors d'aquests paràmetres es van determinar analitzant milers de partides de mestres. Llavors, la funció d'avaluació es va dividir en 8.000 parts, moltes d'elles dissenyades per a posicions especials. El llibre d'obertures encapsulava més de 4000 posicions i 700.000 partides de Gran Mestre Internacional, mentre que la base de dades de finals contenia molts finals de sis peces i tots els de cinc o menys peces. Una altra base de dades anomenada "llibre estès" resumia jocs sencers jugats per Grans Mestres. El sistema combinava la seva capacitat de cerca de 200 milions de posicions d'escacs per segon amb la informació resumida del llibre estès per seleccionar els moviments de l'obertura.
Abans del segon matx, les regles del programa van ser repassades pel gran mestre Joel Benjamin. La biblioteca d'obertures la van proporcionar els grans mestres Miguel Illescas, John Fedorowicz, i Nick de Firmian. Quan Kasparov va demanar que se li permetés d'estudiar altres partides que havia jugat Deep Blue per poder entendre millor el seu contrincant, IBM va refusar, i llavors Kasparov va estudiar molts jocs d'escacs per ordinador populars per familiaritzar-se amb l'estil de joc dels ordinadors.

### Maquinari
Deep Blue utilitzava circuits VLSI especialitzats per paral·lelitzar l'algorisme de cerca alfa-beta, en un exemple d'intel·ligència artificial de primera generació.El sistema obtenia la seva força de joc principalment de la força bruta de càlcul que tenia el maquinari. Es tractava d'un RS/6000 SP d'IBM superparal·lel amb 30 processadors PowerPC 604e i 480 circuits VLSI CMOS de 600 µm desenvolupats especialment per jugar als escacs, a més de FPGAs que havien de permetre modificar els VLSI sobre la marxa, encara que al final no es van fer servir, tot plegat encabit en dos bastidors. El seu programa de joc d'escacs va ser escrit en C i funcionava amb el sistema operatiu AIX. Era capaç de calcular 200 milions de posicions per segon, dues vegades més ràpid que la versió de 1996. El juny de 1997, Deep Blue es va tornar a actualitzar i es va classificar en el lloc 259 de la llista TOP500 de superordinadors més potents, amb una capacitat de càlcul de 11.38 gigaflops segons la comparativa LINPACK, tot i que tota aquesta potència no estava pensada en realitat per jugar als escacs.

## Deep blue vs. Kasparov
Després de la derrota del seu predecessor Deep Thought contra Garryi Kaspàrov el 1989, Deep Blue va jugar contra Kaspàrov dues vegades més. A la primera partida del primer matx, que va tenir lloc del 10 al 17 de febrer de 1996, Deep Blue es va convertir en la primera màquina a guanyar una partida d'escacs contra un campió del món regnant sota controls de temps regulars. No obstant això, Kaspàrov va guanyar tres i va empatar dos de les següents cinc partides, batent Deep Blue per 4–2 al final del matx.
El maquinari de Deep Blue es va actualitzar posteriorment, doblant la seva velocitat abans de tornar a enfrontar-se a Kaspàrov el maig de 1997, quan va guanyar el matx de sis partides per 3 1/2-2 1/2. Deep Blue va guanyar la partida decisiva després que Kaspàrov no aconseguís assegurar la seva posició a l'obertura, convertint-se així en el primer sistema informàtic a derrotar un campió del món regnant en un matx sota controls de temps estàndard de torneigs d'escacs.La versió de Deep Blue que va derrotar a Kaspàrov el 1997 solia buscar una profunditat de sis a vuit moviments, i vint o més moviments en algunes situacions.David Levy i Monty Newborn estimen que cada partida addicional (de mig moviment) augmenta la força de joc entre 50 i 70 punts d'Elo.
En el moviment 44 de la primera partida del seu segon matx, desconegut per Kaspàrov, un error en el codi de Deep Blue el va portar a entrar en un bucle no intencionat, que va sortir prenent un moviment vàlid seleccionat aleatòriament. Kaspàrov no va tenir en compte aquesta possibilitat, i va atribuir erròniament el moviment aparentment inútil a la "superior intel·ligència". Posteriorment, Kaspàrov va experimentar una disminució en l'actuació en la següent partida, tot i que nega que això fos a causa de l'ansietat arran del moviment inescrutable de Deep Blue.
Després de la seva derrota, Kaspàrov va dir que de vegades veia una creativitat inusual en els moviments de la màquina, suggerint que durant la segona partida, els jugadors d'escacs humans havien intervingut en nom de la màquina. IBM ho va negar, dient que l'única intervenció humana es va produir entre les partides. Kaspàrov va exigir una revenja, però IBM havia desmantellat Deep Blue després de la seva victòria i va rebutjar la revenja. Les regles van permetre als desenvolupadors modificar el programa entre partides, una oportunitat que van dir que utilitzaven per apuntalar les debilitats en el joc de l'ordinador que es van revelar durant el curs del matx. Kaspàrov va sol·licitar impressions dels arxius de registre de la màquina, però IBM es va negar, tot i que la companyia més tard va publicar els registres a Internet.

## Crítiques
Les principals crítiques de Deep Blue tenen a veure especialment amb les actuacions d'IBM després del matx, Deep Blue va ser desmuntat, i no es va acceptar una revenja que havia demanat Kaspàrov, ja que ell va dir que des d'IBM s'havien fet trampes i que en realitat Deep Blue no estava en capacitat de guanyar-lo. Hsu tenia els drets per utilitzar el disseny de Deep Blue sense demanar permís a IBM, però també va decidir de rebutjar l'oferta de repetició del matx de Kaspàrov. El documental de 2003 Game Over: Kasparov and the Machine va investigar les afirmacions de Kaspàrov que IBM havia fet trampa. A la pel·lícula, alguns entrevistats descriuen la inversió d'IBM a Deep Blue com un intent d'inflar el preu de l'acció.
Altres problemes amb aquesta computadora és que la lògica del seu sistema no és millor que la d'un insecte, però si en realitat Deep Blue va guanyar Kaspàrov només ho va poder fer fent càlculs de possibles variants a una velocitat que sobrepassa qualsevol procés humà.
Al principi, Kaspàrov va dir que Deep Blue era un "contrincant extraterrestre" però després el va minimitzar, dient que era "igual d'intel·ligent que el teu despertador". Segons Martin Amis, dos grans mestres que van jugar contra Deep Blue ho van descriure com si fos "una paret que et ve de cara".

## Influència
Deep Blue va ser molt important als anys 90, i hi ha qui considera el seu repte amb Kasparov com una estratègia de marketing d'un producte real. Així i tot va tenir una gran importància tecnològica per a la indústria, superant el límit que aleshores tenien les capacitats informàtiques davant de la ment humana.
Va servir d'inspiració per a la màquina Watson, amb unes capacitats més properes al llenguatge que a les matemàtiques (al contrari que Deep Blue). Va ser desenvolupat entre 2004 i 2011, anys en el qual va participar en el concurs de preguntes i respostes americà Jeopardy!, amb la tasca de llegir la pregunta, entendre-la i buscar la millor resposta associada a ella.